# 금산군 (1963년 선거구)
금산군은 대한민국의 옛 국회의원 선거구이다. 당시 충청남도 금산군 지역을 관할했다.

## 역사
1963년 1월, 금산군이 전라북도에서 충청남도로 편입되었다. 이에 제6대 국회의원 선거를 앞두고 금산군 선거구가 충청남도의 선거구로 개편되었다.
제9대 국회의원 선거를 앞두고 대덕군·연기군 선거구와 통합되면서 금산군·대덕군·연기군 선거구를 이루게 됨에 따라 폐지되었다.

## 역대 국회의원
| 선거   | 정당 | 정당       | 의원   |
| ------ | ---- | ---------- | ------ |
| 1963년 |      | 민주공화당 | 길재호 |
| 1967년 |      | 민주공화당 | 길재호 |
| 1971년 |      | 민주공화당 | 박성호 |

## 역대 선거 결과

### 대한민국 제6대 국회의원 선거
|  | 62.10% |

|  | 32.76% |

|  | 2.56% |

|  | 2.56% |

|  | 0% |

### 대한민국 제7대 국회의원 선거
|  | 71.64% |

|  | 15.97% |

|  | 12.37% |

### 대한민국 제8대 국회의원 선거
|  | 55.83% |

|  | 33.00% |

|  | 11.15% |